# Österreichische Badmintonmeisterschaft 2024
Die Österreichische Badmintonmeisterschaft 2024 wurde vom 2. bis zum 4. Februar 2024 in Traun ausgetragen. Es war die 67. Auflage der Meisterschaften.

## Medaillengewinner
| Disziplin    | Gold                               | Silber                             | Bronze                               |
| ------------ | ---------------------------------- | ---------------------------------- | ------------------------------------ |
| Herreneinzel | Kai Niederhuber                    | Wolfgang Gnedt                     | Michael Tomic                        |
| Herreneinzel | Kai Niederhuber                    | Wolfgang Gnedt                     | Christian Tomic                      |
| Dameneinzel  | Carina Meinke                      | Anja Rumpold                       | Nina Almer                           |
| Dameneinzel  | Carina Meinke                      | Anja Rumpold                       | Fiona Scrinzi                        |
| Herrendoppel | Philip Birker Philipp Drexler      | Kilian Meusburger Ilija Nicolussi  | Kai Niederhuber Michael Tomic        |
| Herrendoppel | Philip Birker Philipp Drexler      | Kilian Meusburger Ilija Nicolussi  | Michael Schausberger Christian Tomic |
| Damendoppel  | Serena Au Yeong Katharina Hochmeir | Réka Sárosi Bianca Schiester       | Hanna Gillesberger Carina Meinke     |
| Damendoppel  | Serena Au Yeong Katharina Hochmeir | Réka Sárosi Bianca Schiester       | Jana Haas Nadine Reiter              |
| Mixed        | Kai Niederhuber Anna Hagspiel      | Philipp Drexler Katharina Hochmeir | Leon Seiwald Serena Au Yeong         |
| Mixed        | Kai Niederhuber Anna Hagspiel      | Philipp Drexler Katharina Hochmeir | Christian Tomic Réka Sárosi          |